# Exils
Exils este un film din 2004 regizat de Tony Gatlif.
Zano si Naima se hotărăsc să plece din Paris în Algeria pentru a-și regăsi originile arabe. Urmează o călătorie plină de aventuri, muzică și exilați (de unde vine și titlul filmului). A câștigat premiul pentru cel mai bun regizor la Festivalul de la Cannes.